# Leliceni (gmina)
Leliceni – gmina w Rumunii, w okręgu Harghita. Obejmuje miejscowości Fitod, Hosasău, Leliceni i Misentea. W 2011 roku liczyła 2010 mieszkańców.
Gmina powstała w 2004 roku w wyniku odłączenia się od gminy Sâncrăieni.